# Пенни (единица измерения)
Пенни — традиционная единица измерения длины гвоздей в США и, ранее, в Великобритании.

## Описание
Размеры в пенни имеют стандартные соответствия в дюймах и указываются, как правило, наряду с ними (например, 9d, 2¾″). Больший номер соответствует большей длине гвоздя.
В случае гвоздей короче 1¼ указывают только длину в дюймах и, в некоторых случаях, стандартный калибр проволоки (например, 1″ 18 ga. или ¾″ 16 ga.)
Единица возникла в Англии XIII века и изначально обозначала стоимость сотни или «длинной сотни» (десять дюжин) гвоздей в пенни. Обозначение (d) идентично обозначению британского пенни до перехода на десятичную систему и происходит от латинского denarius — денарий.

## Таблица соответствий
| Размер в пенни | Длина, дюймы | Приблизительная длина, мм |
| -------------- | ------------ | ------------------------- |
| 2d             | 1            | 25                        |
| 3d             | 1¼           | 32                        |
| 4d             | 1½           | 38                        |
| 5d             | 1¾           | 44                        |
| 6d             | 2            | 51                        |
| 7d             | 2¼           | 57                        |
| 8d             | 2½           | 64                        |
| 9d             | 2¾           | 70                        |
| 10d            | 3            | 76                        |
| 12d            | 3¼           | 83                        |
| 16d            | 3½           | 89                        |
| 20d            | 4            | 102                       |
| 30d            | 4½           | 114                       |
| 40d            | 5            | 127                       |
| 50d            | 5½           | 140                       |
| 60d            | 6            | 152                       |